# 2000 год в спорте
Список 2000 год в спорте перечисляет спортивные события, произошедшие в 2000 году.

## Россия
- Командный чемпионат России по спидвею 2000;
- Первенство России по хоккею с мячом среди команд первой лиги 1999/2000;
- Чемпионат России по конькобежному спорту в классическом многоборье 2000;
- Чемпионат России по фигурному катанию на коньках 2000;
- Чемпионат России по хоккею с мячом 1999/2000;
- Чемпионат России по шахматам 2000;

### Баскетбол
- Кубок России по баскетболу 2000;
- Чемпионат России по баскетболу 1999/2000;
- Чемпионат России по баскетболу 2000/2001;
- Чемпионат России по баскетболу среди женщин 1999/2000;
- Чемпионат России по баскетболу среди женщин 2000/2001;
- Созданы клубы:
  - «Нижний Новгород»;
  - «Санкт-Петербург Лайонс»;

### Волейбол
- Чемпионат России по волейболу среди женщин 1999/2000;
- Чемпионат России по волейболу среди женщин 2000/2001;
- Чемпионат России по волейболу среди мужчин 1999/2000;
- Чемпионат России по волейболу среди мужчин 2000/2001;

### Футбол
- Первая лига ПФЛ 2000;
- Вторая лига ПФЛ 2000;
- Третья лига ПФЛ 2000;
- Кубок России по футболу 1999/2000;
- Кубок России по футболу 2000/2001;
- Чемпионат России по футболу 2000;
- Клубы в сезоне 2000 года:
  - ФК «Амкар» в сезоне 2000;
  - ФК «Анжи» в сезоне 2000;
  - ФК «Крылья Советов» Самара в сезоне 2000;
  - ФК «Спартак» Москва в сезоне 2000;
  - ФК «Ротор» в сезоне 2000;
  - ФК «Торпедо» Москва в сезоне 2000;
- Созданы клубы:
  - «Алнас»;
  - «Краснодар-2000»;
  - «Мострансгаз»;
  - «Немком»;
  - «Ноглики»;
  - «Росич»;
  - «Спартак» (Нижний Новгород);
  - «Столица»;
  - ЦФКиС;
- Создан футзальный клуб «Волхов»;
- Создан женский клуб «Анненки»;
- Расформированы клубы:
  - «Бештау»;
  - «Реформация»;

### Хоккей с мячом
- Первенство России по хоккею с мячом среди команд первой лиги 1999/2000;
- Первенство России по хоккею с мячом среди команд первой лиги 2000/2001;
- Чемпионат России по хоккею с мячом 1999/2000;
- Чемпионат России по хоккею с мячом 2000/2001;

### Хоккей с шайбой
- Чемпионат России по хоккею с шайбой 1999/2000;
- Чемпионат России по хоккею с шайбой 2000/2001;
- Чемпионат России по хоккею с шайбой среди женщин 1999/2000;
- Чемпионат России по хоккею с шайбой среди женщин 2000/2001;

## Международные события
- Кубок мира по биатлону 1999/2000;
- Кубок мира по биатлону 2000/2001;
- Паралимпийские игры 2000;
  - Баскетбол ID на летних Паралимпийских играх 2000;
- Чемпионат четырёх континентов по фигурному катанию 2000;

### Летние Олимпийские игры 2000
- Академическая гребля;
- Бадминтон;
- Баскетбол;
- Бейсбол;
- Бокс;
  - Категория до 48 кг;
- Борьба;
- Велоспорт;
  - Гит с места на 1 километр (мужчины);
  - Гит с места на 500 метров (женщины);
  - Индивидуальная гонка преследования (женщины);
  - Индивидуальная гонка преследования (мужчины);
  - Командная гонка преследования (мужчины);
  - Командный спринт (мужчины);
- Водное поло;
- Волейбол;
  - Квалификация
- Гандбол;
- Гимнастика;
  - Спортивная гимнастика;
    - Бревно (женщины);
    - Вольные упражнения (женщины);
    - Вольные упражнения (мужчины);
    - Квалификационный раунд (женщины);
    - Квалификационный раунд (мужчины);
    - Командное первенство (женщины);
    - Командное первенство (мужчины);
    - Опорный прыжок (женщины);
    - Опорный прыжок (мужчины);
    - Перекладина (мужчины);
    - Разновысокие брусья (женщины);

  - Художественная гимнастика;
- Гребля на байдарках и каноэ;
  - Байдарки-одиночки (женщины);
  - Каноэ-одиночки (мужчины);
- Дзюдо;
  - До 48 кг (женщины);
  - До 52 кг (женщины);
  - До 57 кг (женщины);
  - До 60 кг (мужчины);
  - До 66 кг (мужчины);
  - До 73 кг (мужчины);
- Конный спорт;
  - Командное троеборье;
- Лёгкая атлетика;
  - Бег на 10 000 метров (мужчины);
  - Марафон (мужчины);
- Настольный теннис;
- Парусный спорт;
- Плавание;
  - 100 метров баттерфляем (женщины);
  - 100 метров баттерфляем (мужчины);
  - 100 метров брассом (женщины);
  - 100 метров брассом (мужчины);
  - 100 метров вольным стилем (женщины);
  - 100 метров вольным стилем (мужчины);
  - 100 метров на спине (женщины);
  - 100 метров на спине (мужчины);
  - 1500 метров вольным стилем (мужчины);
  - 200 метров баттерфляем (женщины);
  - 200 метров баттерфляем (мужчины);
  - 200 метров брассом (женщины);
  - 200 метров брассом (мужчины);
  - 200 метров вольным стилем (женщины);
  - 200 метров вольным стилем (мужчины);
  - 200 метров комплексным плаванием (женщины);
  - 200 метров комплексным плаванием (мужчины);
  - 200 метров на спине (женщины);
  - 200 метров на спине (мужчины);
  - 400 метров вольным стилем (женщины);
  - 400 метров вольным стилем (мужчины);
  - 400 метров комплексным плаванием (женщины);
  - 400 метров комплексным плаванием (мужчины);
  - 50 метров вольным стилем (женщины);
  - 50 метров вольным стилем (мужчины);
  - 800 метров вольным стилем (женщины);
  - Эстафета 4×100 метров вольным стилем (женщины);
  - Эстафета 4×100 метров вольным стилем (мужчины);
  - Эстафета 4×100 метров комбинированная (женщины);
  - Эстафета 4×100 метров комбинированная (мужчины);
  - Эстафета 4×200 метров вольным стилем (женщины);
  - Эстафета 4×200 метров вольным стилем (мужчины);
- Пляжный волейбол;
- Прыжки в воду;
  - Вышка, 10 метров (женщины);
  - Вышка, 10 метров (мужчины);
  - Синхронная вышка, 10 метров (женщины);
  - Синхронная вышка, 10 метров (мужчины);
  - Синхронный трамплин, 3 метра (женщины);
  - Синхронный трамплин, 3 метра (мужчины);
  - Трамплин, 3 метра (женщины);
  - Трамплин, 3 метра (мужчины);
- Прыжки на батуте;
- Синхронное плавание;
- Современное пятиборье;
- Софтбол;
- Стрельба;
  - Пневматическая винтовка, 10 метров (женщины);
  - Пневматическая винтовка, 10 метров (мужчины);
  - Пневматический пистолет, 10 метров (женщины);
  - Пневматический пистолет, 10 метров (мужчины);
  - Трап (женщины);
  - Трап (мужчины);
- Стрельба из лука;
  - Индивидуальное первенство (женщины);
- Теннис;
- Триатлон;
  - Женщины;
  - Мужчины;
- Тхэквондо;
- Тяжёлая атлетика;
  - До 48 кг (женщины);
  - До 53 кг (женщины);
  - До 56 кг (мужчины);
  - До 58 кг (женщины);
  - До 62 кг (мужчины);
- Фехтование;
  - Командная шпага (женщины);
  - Командная шпага (мужчины);
  - Шпага (женщины);
  - Шпага (мужчины);
- Футбол на летних Олимпийских играх 2000;
  - Женщины;
  - Мужчины;
  - Мужчины, составы;
- Хоккей на траве;
- Итоги летних Олимпийских игр 2000 года;

### Чемпионаты Европы
- Чемпионат Европы по гандболу среди мужчин 2000;
- Чемпионат Европы по фигурному катанию 2000;
- Чемпионат Европы по футболу среди мужчин 2000;

### Чемпионаты мира
- Чемпионат мира по академической гребле 2000;
- Чемпионат мира по конькобежному спорту в классическом многоборье 2000;
- Чемпионат мира по пляжному футболу 2000;
- Чемпионат мира по фигурному катанию 2000;
- Чемпионат мира по фигурному катанию среди юниоров 2000;

### Баскетбол
- Евролига 2000/2001;
- Евролига ФИБА 1999/2000;
- Предолимпийский турнир по баскетболу среди женщин 2000;
- Суперлига Б 2000/2001;
- Супролига ФИБА;
- Супролига ФИБА 2000/2001;
- Чемпионат Европы по баскетболу среди ветеранов 2000;
- Созданы клубы:
  - «Бильбао»;
  - «Кривбассбаскет»;
  - «Фошань Дралайонс»;

### Биатлон
- Общий зачёт Кубка мира по биатлону 1999/2000;
- Общий зачёт Кубка мира по биатлону 2000/2001;
- Чемпионат Европы по биатлону 2000;
- Чемпионат мира по биатлону 2000;

### Волейбол
- Женская Лига чемпионов ЕКВ 2000/2001;
- Кубок Америки по волейболу 2000;
- Кубок европейских чемпионов по волейболу среди женщин 1999/2000;
- Кубок европейских чемпионов по волейболу среди женщин 2000/2001;
- Мировая лига 2000;
- Мировой Гран-при по волейболу 2000;
- Чемпионат Украины по волейболу среди женщин 1999/2000;
- Чемпионат Украины по волейболу среди женщин 2000/2001;
- Чемпионат Украины по волейболу среди мужчин 1999/2000;
- Чемпионат Украины по волейболу среди мужчин 2000/2001;

### Снукер
- Benson & Hedges Championship 2000;
- British Open 2000;
- Champions Cup 2000;
- Irish Masters 2000;
- Malta Grand Prix 2000;
- Scottish Masters 2000;
- Thailand Masters 2000;
- Гран-при 2000;
- Мастерс 2000;
- Открытый чемпионат Китая по снукеру 2000;
- Открытый чемпионат Уэльса по снукеру 2000;
- Открытый чемпионат Шотландии по снукеру 2000;
- Официальный рейтинг снукеристов на сезон 1999/2000;
- Официальный рейтинг снукеристов на сезон 2000/2001;
- Премьер-лига 2000 (снукер);
- Снукерный сезон 1999/2000;
- Снукерный сезон 2000/2001;
- Чемпионат Великобритании по снукеру 2000;
- Чемпионат Европы по снукеру 2000;
- Чемпионат мира по снукеру 2000;

### Теннис
- ASB Bank Classic 2000;
- Generali Ladies Linz 2000;
- Sparkassen Cup 2000;
- Tennis Masters Cup 2000;
  - Tennis Masters Cup 2000 — одиночный турнир;
  - Tennis Masters Cup 2000 — парный турнир;
- Кубок Кремля 2000;
  - Кубок Кремля 2000 в женском одиночном разряде;
  - Кубок Кремля 2000 в женском парном разряде;
  - Кубок Кремля 2000 в мужском одиночном разряде;
  - Кубок Кремля 2000 в мужском парном разряде;

### Футбол
- Матчи сборной России по футболу 2000;
- Матчи сборной СНГ по футболу;
- Кубок Либертадорес 2000;
- Кубок Мерконорте 2000;
- Кубок Меркосур 2000;
- Кубок Наследного принца Катара 2000;
- Кубок чемпионов КОНКАКАФ 2000;
- Кубок УЕФА 1999/2000;
- Кубок УЕФА 2000/2001;
- Финал Кубка УЕФА 2000;
- ФК БАТЭ в сезоне 2000;
- Созданы клубы:
  - «Алма-Ата»;
  - «Ахва Арабэ»;
  - «Байельса Юнайтед»;
  - «Бейтар Тель-Авив Рамла»;
  - «Бразильенсе»;
  - «Дарида»;
  - «Интернационал» (Куртя-де-Арджеш);
  - «Исидро Метапан»;
  - Команда Пекинского технологического университета;
  - «Красилов»;
  - «Миовени»;
  - «Молния»;
  - «Мотор Экшн»;
  - «Ньюкасл Юнайтед Джетс»;
  - «Олимпик» (Кировоград);
  - «Ордабасы»;
  - «Оттава Фьюри»;
  - «Пафос»;
  - «Петролеро»;
  - «Полесье» (Житомир);
  - «Реал Фарма»;
  - «Санкт-Пёльтен»;
  - «Сателлит»;
  - СКВИЧ;
  - «Словацко»;
  - «Сэлэнгэ Пресс»;
  - «Тукумс 2000»;
  - «Тяньцзинь Лифэй»;
  - «Улисс»;
  - «Феникс-Ильичёвец»;
  - «Хапоэль» (Кирьят-Шмона);
  - «Чунцин Лифань»;
  - «Шахтёр-3»;
  - «Экспресо Рохо»;
  - «Ювенес/Догана»;
  - «Ян»;
- Расформированы клубы:
  - «Бейтар» (Тель-Авив);
  - «Виктор» (Запорожье);
  - «Гуанчжоу Байюньшань»;
  - «Гуанчжоу Сунжи»;
  - «Жигер»;
  - «Констел-Лацио Эспортива»;
  - «Мерида»;
  - «Молдова-Газ»;
  - «Наири»;
  - «Торпедо» (Рига);
- Созданы мини-футбольные клубы:
  - «Енакиевец»;
  - «Иберия Стар»;
  - «Кардинал-Ровно»;
  - «Тайм»;
  - «Экономац»;

### Чемпионат Европы по футболу 2000
- Чемпионат Европы по футболу 2000 (отборочный турнир);
- Чемпионат Европы по футболу 2000 (составы);
- Финал чемпионата Европы по футболу 2000;

#### Женский футбол
- Матчи женской сборной России по футболу 2000;
- Матчи молодёжной женской сборной России по футболу 2000;
- Чемпионат Украины по футболу среди женщин 2000;

### Хоккей с шайбой
- Драфт НХЛ 2000;
- Исландская хоккейная лига 1999/2000;
- Исландская хоккейная лига 2000/2001;
- Кубок Шпенглера 2000;
- Матч всех звёзд НХЛ 2000;
- НХЛ в сезоне 1999/2000;
- НХЛ в сезоне 2000/2001;
- Чемпионат мира по хоккею с шайбой 2000;
- Чемпионат мира по хоккею с шайбой 2000 (женщины);
- Чемпионат мира по хоккею с шайбой среди молодёжных команд 2000;

### Шахматы
- Женская шахматная олимпиада 2000;
- Кубок мира по шахматам 2000 ФИДЕ;
- Матч за звание чемпиона мира по классическим шахматам 2000;
- Пойковский 2000;
- Чемпионат Израиля по шахматам 2000;
- Шахматная олимпиада 2000;

## Моторные виды спорта
- Open Telefonica by Nissan 2000;
- Вокруг света за 80 дней;
- Ралли Лондон — Сидней;
- Формула-1 в сезоне 2000;
  - Гран-при Австрии 2000 года;
  - Гран-при Германии 2000 года;
  - Гран-при Венгрии 2000 года;
  - Гран-при Бельгии 2000 года;
  - Гран-при Италии 2000 года;
  - Гран-при США 2000 года;
  - Гран-при Японии 2000 года;
  - Гран-при Малайзии 2000 года;
  - Гран-при Бразилии 2000 года;
  - Гран-при Сан-Марино 2000 года;
  - Гран-при Великобритании 2000 года;
  - Гран-при Испании 2000 года;
  - Гран-при Европы 2000 года;
  - Гран-при Монако 2000 года;
  - Гран-при Канады 2000 года;
  - Гран-при Франции 2000 года;